# Gnathonemus
Gnathonemus é um género de peixe da família Mormyridae.
Este género contém as seguintes espécies:
- Gnathonemus longibarbis
- Gnathonemus petersi